# Rhyncholestes raphanurus
L'opossum toporagno dal naso lungo (Rhyncholestes raphanurus Osgood, 1924) è un piccolo marsupiale americano, appartenente alla famiglia Caenolestidae. È l'unica specie nota del genere Rhyncholestes.

## Descrizione
La lunghezza varia tra 10 e 13 cm. Il corpo è coperto da pelo dritto e morbido di colore marrone scuro, uniforme in tutto il corpo.
Molto simile alle altre specie di opossum toporagno, se ne differenzia per due caratteristiche: la forma del labbro superiore, dotato di due punte su ciascun lato, e la corta coda, che può accumulare grasso di riserva. Le femmine non hanno marsupio e sono dotate di sette mammelle.

## Biologia
Le abitudini della specie sono poco conosciute. Si ritiene che come le altre specie della famiglia si nutra soprattutto di invertebrati e forse anche di piccoli vertebrati. Si sospetta che siano animali notturni e vivano al suolo.

## Distribuzione e habitat

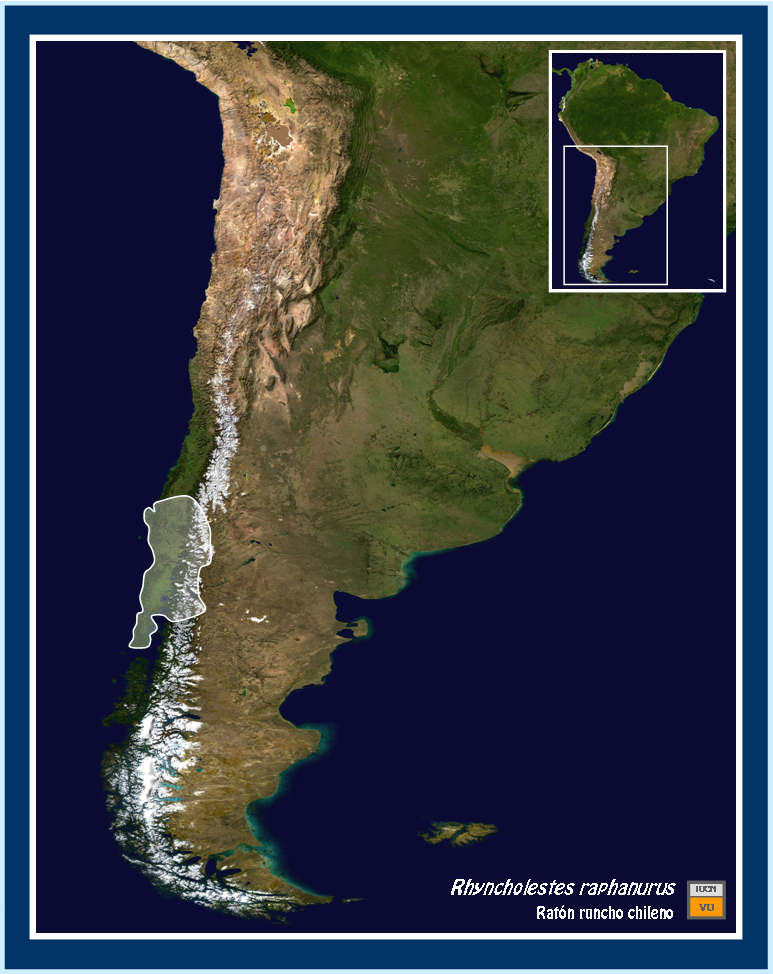
Areale di Rhyncholestes raphanurus

La specie è diffusa nell'isola Chiloé, nelle foreste del Cile continentale a nord dell'isola, e nelle zone limitrofe delle Ande argentine, fino all'altitudine di 1100 m. Abitano nella foresta temperata, soprattutto ad altitudini inferiori ai 600 m, anche se sono stati catturati esemplari fino all'altezza di 1135 m.

## Tassonomia
Molti autori distinguono due sottospecie: R. r. raphanurus, che vive nell'isola di Chiloé, e R. r. continentalis che vive sul continente.

## Conservazione
Lo IUCN considera la specie vulnerabile